# Zavrh pri Galiciji
Zavrh pri Galiciji (Duits: Hundertochsen) is een plaats in Slovenië en maakt deel uit van de gemeente Žalec in de NUTS-3-regio Savinjska. De plaats telde 133 inwoners op 1 januari 2020.